# Mirko Juárez
Mirko Juárez Zemlich (Bernal, provincia de Buenos Aires, 8 de marzo de 2006) es un futbolista argentino. Juega de defensor y su equipo actual es Quilmes, equipo de la Primera Nacional.

## Carrera

### Quilmes
En 2024 Juárez tuvo la oportunidad de ser parte del banco de suplentes de un plantel profesional en lo que sería derrota 3-1 ante Central Córdoba de Santiago del Estero por Copa Argentina aunque no logró ingresar, al igual que durante el torneo de Primera Nacional, en el cual estuvo como suplente en cinco ocasiones. En agosto firmó su primer contrato hasta diciembre de 2026.
Su debut llegaría al año siguiente, cuando fue titular en la victoria 2-0 ante Los Andes el 13 de abril. Sería reemplazado a los 38 minutos del segundo tiempo por Lucas Romeo.

### Selección
En 2024, luego de varias citaciones, el entrenador Claudio Gugnali citó al defensor para disputar, con la selección sub-20 del ascenso, una gira por el continente asiático ante las selecciones de Corea del Sur, Japón, Indonesia y Tailandia, además de un encuentro frente a un combinado japonés de Shizuoka. El seleccionado juvenil argentino se consagró campeón del torneo de selecciones y Mirko Juárez fue titular en todos los partidos siendo el capitán y uno de los goleadores del equipo con 3 tantos (frente a Corea del Sur en la victoria por penales 5-4, en la derrota 1-2 ante Indonesia y en la victoria consagratoria ante Tailandia por 0-2.

## Estadísticas

### Clubes
| Quilmes Argentina | 2.ª                 | 2024                | 0 | 0 | 0 | 0 | - | - | 0 | 0 | 0 |
| Quilmes Argentina | 2.ª                 | 2025                | 6 | 0 | 0 | 0 | - | - | 6 | 0 | 0 |
| Quilmes Argentina | Total club          | Total club          | 6 | 0 | 0 | 0 | - | - | 6 | 0 | 0 |
| Total en su carrera | Total en su carrera | Total en su carrera | 6 | 0 | 0 | 0 | - | - | 6 | 0 | 0 |
| (1) Las copas nacionales se refiere a la Copa Argentina. (2) Las copas internacionales se refiere a la Copa Libertadores y a la Copa Sudamericana. (3) Media de goles por encuentro. No incluye goles en partidos amistosos. |                     |                     |   |   |   |   |   |   |   |   |   |

### Selección
| Selección | Año   | Amistosos | Amistosos | Eliminatorias | Eliminatorias | Mundial | Mundial | Copa América | Copa América | Sudamericano Sub-20 | Sudamericano Sub-20 | Mundial Sub-20 | Mundial Sub-20 | Juegos Olímpicos | Juegos Olímpicos | Total | Total | Media goleadora |
| Selección | Año   | PJ        | G         | PJ            | G             | PJ      | G       | PJ           | G            | PJ                  | G                   | PJ             | G              | PJ               | G                | PJ    | G     | Media goleadora |
| --------- | ----- | --------- | --------- | ------------- | ------------- | ------- | ------- | ------------ | ------------ | ------------------- | ------------------- | -------------- | -------------- | ---------------- | ---------------- | ----- | ----- | --------------- |
| Sub-20    | 2024  | 6         | 3         | -             | -             | -       | -       | -            | -            | -                   | -                   | -              | -              | -                | -                | 6     | 3     | 0.5             |
| Sub-20    | Total | 6         | 3         | -             | -             | -       | -       | -            | -            | -                   | -                   | -              | -              | -                | -                | 6     | 3     | 0.5             |